# Mikko Lehtonen (ishockeyspelare född 1978)
Mikko Tapani Lehtonen, född 12 juni 1978 i Kiminge i Finland, är en finsk ishockeyspelare. Lehtonen har vunnit tre guld med Kärpät i finska FM-ligan.
Lehtonen har ett fruktat slagskott och är väldigt viktig i powerplay. Han har säsongen 2008/2009 slagit poängrekord i Timrå för backar. 
Lehtonen tappade ena skridskoskenan i den sjätte av sju kvartsfinaler mot HV 71 2009 vilket gjorde att Daniel Grillfors till slut kunde göra det avgörande 2–3-målet under förlängningen.
Efter att sommaren 2009 skrivit på för Frölunda HC gick parterna skilda vägar i november samma år av personliga skäl som gjorde att Lehtonen inte kunde fullfölja kontraktet.

## Fotnoter
1. ↑  ”Skenan gick av - då avgjorde HV71”. SvD. 15 mars 2009. http://www.svd.se/sportspel/nyheter/artikel_2597235.svd. Läst 16 mars 2009.
2. ↑  ”Frölunda Hockey Club och Mikko Lehtonen bryter samarbetet”. frolundaindians.com. Arkiverad från originalet den 8 december 2009. https://web.archive.org/web/20091208114402/http://www.frolundaindians.com/sv/frolunda/nyheter/a-laget/frolunda-hockey-club-och-mikko-lehtonen-bryter-samarbetet/. Läst 8 december 2009.